# Komuna e Xibrit
Komuna e Xibrit är en kommundel och tidigare kommun i Albanien.   Den ligger i prefekturen Qarku i Dibrës, i den centrala delen av landet, 25 km nordost om huvudstaden Tirana.
Trakten runt Komuna e Xibrit består till största delen av jordbruksmark.  Runt Komuna e Xibrit är det ganska tätbefolkat, med 54 invånare per kvadratkilometer.